# Eishockey-Weltmeisterschaft der U20-Junioren 2006
Die 30. Eishockey-Weltmeisterschaften der U20-Junioren der Internationalen Eishockey-Föderation IIHF waren die Eishockey-Weltmeisterschaften des Jahres 2006 in der Altersklasse der Unter-Zwanzigjährigen (U20). Insgesamt nahmen zwischen dem 11. Dezember 2005 und 16. Januar 2006 39 Nationalmannschaften an den sechs Turnieren der Top-Division sowie der Divisionen I bis III teil.
Der Weltmeister wurde zum zwölften Mal die Mannschaft Kanadas, die im Finale den Erzrivalen Russland mit 5:0 bezwingen konnte. Die deutsche Mannschaft konnte sich mit dem Sieg in der Gruppe A der Division I den direkten Wiederaufstieg in die Top-Division sichern, die Schweiz belegte den siebten Platz in der Top-Division. Österreich wurde in der Gruppe B der Division I Fünfter und damit Vorletzter.

## Teilnehmer, Austragungsorte und -zeiträume
- Top-Division: 26. Dezember 2005 bis 5. Januar 2006 in Vancouver, Kelowna und Kamloops, British Columbia, Kanada
Teilnehmer:  Finnland,  Kanada (Titelverteidiger),  Lettland (Aufsteiger),  Norwegen (Aufsteiger),  Russland,  Schweden,  Schweiz,  Slowakei,  Tschechien,  USA

- Division I
  - Gruppe A: 11. bis 17. Dezember 2005 in Bled, Slowenien
Teilnehmer:  Dänemark,  Deutschland (Absteiger),  Frankreich,  Japan (Aufsteiger),  Slowenien,  Ukraine
  - Gruppe B: 12. bis 18. Dezember 2005 in Minsk, Belarus
Teilnehmer:  Belarus (Absteiger),  Italien,  Kasachstan,  Österreich,  Polen,  Ungarn (Aufsteiger)

- Division II
  - Gruppe A: 12. bis 18. Dezember 2005 in Bukarest, Rumänien
Teilnehmer:  Australien,  Großbritannien (Absteiger),  Neuseeland (Aufsteiger),  Niederlande,  Rumänien,  Spanien
  - Gruppe B: 10. bis 16. Januar 2006 in Belgrad, Serbien und Montenegro
Teilnehmer:  Volksrepublik China,  Estland (Absteiger),  Kroatien,  Mexiko (Aufsteiger),  Serbien und Montenegro,  Südkorea

- Division III: 4. bis 9. Januar 2006 in Elektrėnai, Litauen
Teilnehmer:  Armenien (Neuling),  Bulgarien,  Island,  Litauen (Absteiger),  Türkei

## Top-Division
Die U20-Weltmeisterschaft wurde vom 26. Dezember 2005 bis zum 5. Januar 2006 in den kanadischen Städten Vancouver, Kelowna und Kamloops in der Provinz British Columbia ausgetragen. Gespielt wurde im GM Place (18.630 Plätze) und Pacific Coliseum (16.281 Plätze) in Vancouver sowie im Prospera Place in Kelowna mit 6.886 Plätzen und dem Interior Savings Centre in Kamloops mit 5.658 Plätzen.
Am Turnier nahmen zehn Nationalmannschaften teil, die in zwei Gruppen zu je fünf Teams spielten. Den Weltmeistertitel sicherte sich Kanada, das im Finale deutlich mit 5:0 gegen Russland gewann. Es war der insgesamt zwölfte Titel für die Kanadier und zweite in Folge.
| Gruppe A (Vancouver) | Gruppe B (Kelowna & Kamloops) |
| Kanada               | Russland                      |
| USA                  | Tschechien                    |
| Finnland             | Schweden                      |
| Schweiz              | Slowakei                      |
| Norwegen             | Lettland                      |

### Modus
Nach den Gruppenspielen der Vorrunde qualifizieren sich die beiden Gruppenersten direkt für das Halbfinale. Die Gruppenzweiten und -dritten bestreiten je ein Qualifikationsspiel zur Halbfinalteilnahme. Die Vierten und Fünften der Gruppenspiele bestreiten – bei Mitnahme des Ergebnisses der direkten Begegnung aus der Vorrunde – die Abstiegsrunde und ermitteln dabei zwei Absteiger in die Division I.

### Austragungsorte
| Vancouver |

| Kelowna |

| Kamloops |

| Vancouver |

| Kelowna |

| Kamloops |

### Vorrunde

#### Gruppe A
| 26. Dezember 2005 16:00 Uhr (Ortszeit) | 27. Dezember 2005 1:00 Uhr (MEZ) | Finnland A. Seitsonen (48:49) | 1:5 (0:2, 0:2, 1:1) Spielbericht | Kanada D. Boyd (10:23) B. Comeau (15:52) D. Bolland (23:17) D. Boyd (34:24) K. Chipchura (54:03) | Pacific Coliseum, Vancouver Zuschauer: 16.083 |

| 26. Dezember 2005 20:00 Uhr | 27. Dezember 2005 5:00 Uhr | Norwegen D. Sveum (29:00) M. Olimb (43:44) | 2:11 (0:3, 1:5, 1:3) Spielbericht | USA T. J. Oshie (2:19) E. Johnson (12:22) J. Skille (17:30) C. Bourque (21:23) P. Mueller (26:14) C. Bourque (27:32) C. Bourque (31:11) K. Porter (34:54) R. Schremp (40:32) C. Bourque (51:38) C. Bourque (53:03) | Pacific Coliseum, Vancouver Zuschauer: 12.232 |

| 27. Dezember 2005 19:00 Uhr | 28. Dezember 2005 4:00 Uhr | Schweiz M. Joggi (33:52) D. Bürgler (54:04) | 2:0 (0:0, 1:0, 1:0) Spielbericht | Norwegen | Pacific Coliseum, Vancouver Zuschauer: 11.976 |

| 28. Dezember 2005 16:00 Uhr | 29. Dezember 2005 1:00 Uhr | Kanada S. Downie (8:45) D. Boyd (17:45) T. Pyatt (30:00) D. Bolland (33:39) | 4:3 (2:1, 2:1, 0:1) Spielbericht | Schweiz E. Blum (5:33) Y. Weber (34:37) J. Sprunger (42:42) | Pacific Coliseum, Vancouver Zuschauer: 16.123 |

| 28. Dezember 2005 20:00 Uhr | 29. Dezember 2005 5:00 Uhr | USA T. Fritsche (9:42) B. Wheeler (17:05) B. Lee (19:49) B. Ryan (28:01) B. Wheeler (39:18) K. Porter (49:59) | 6:5 (3:2, 2:1, 1:2) Spielbericht | Finnland M. Alikoski (6:21) L. Korpikoski (8:26) A. Seitsonen (21:28) L. Tukonen (55:34) T. Laakso (58:48) | Pacific Coliseum, Vancouver Zuschauer: 12.209 |

| 29. Dezember 2005 16:00 Uhr | 30. Dezember 2005 1:00 Uhr | Norwegen | 0:4 (0:1, 0:3, 0:0) Spielbericht | Kanada C. Barker (15:27) D. Bolland (34:50) K. Chipchura (35:16) L. Bourdon (36:41) | Pacific Coliseum, Vancouver Zuschauer: 16.083 |

| 30. Dezember 2005 16:00 Uhr | 31. Dezember 2005 1:00 Uhr | USA G. Paukovich (6:16) B. Ryan (16:59) | 2:2 (2:0, 0:0, 0:2) Spielbericht | Schweiz E. Blum (47:53) M. Joggi (54:08) | Pacific Coliseum, Vancouver Zuschauer: 12.130 |

| 30. Dezember 2005 20:00 Uhr | 31. Dezember 2005 5:00 Uhr | Finnland T. Seppänen (1:10) P. Lindgren (3:26) T. Seppänen (8:49) J. Jokinen (12:34) L. Tukonen (15:30) H. Heino (17:13) A. Seitsonen (18:32) A. Seitsonen (29:04) J. Kolehmainen (49:53) | 9:1 (7:0, 1:1, 1:0) Spielbericht | Norwegen D. Sveum (35:10) | Pacific Coliseum, Vancouver Zuschauer: 10.766 |

| 31. Dezember 2005 16:00 Uhr | 1. Januar 2006 1:00 Uhr | Kanada C. Barker (2:35) D. Boyd (6:42) K. Chipchura (59:27) | 3:2 (2:1, 0:1, 1:0) Spielbericht | USA C. Bourque (10:27) P. Mueller (28:10) | Pacific Coliseum, Vancouver Zuschauer: 16.083 |

| 31. Dezember 2005 20:00 Uhr | 1. Januar 2006 5:00 Uhr | Schweiz M. Joggi (52:23) | 1:4 (0:1, 0:0, 1:3) Spielbericht | Finnland J. Kolehmainen (2:45) T. Sinisalo (42:24) P. Lindgren (42:34) T. Laakso (59:49) | Pacific Coliseum, Vancouver Zuschauer: 8.335 |

| Pl. |          | Sp | S | U | N | Tore  | Punkte |
| 1.  | Kanada   | 4  | 4 | 0 | 0 | 16:06 | 8      |
| 2.  | USA      | 4  | 2 | 1 | 1 | 21:12 | 5      |
| 3.  | Finnland | 4  | 2 | 0 | 2 | 19:13 | 4      |
| 4.  | Schweiz  | 4  | 1 | 1 | 2 | 08:10 | 3      |
| 5.  | Norwegen | 4  | 0 | 0 | 4 | 03:26 | 0      |

Abkürzungen: Pl. = Platz, Sp = Spiele, S = Siege, U = Unentschieden, N = Niederlagen

Erläuterungen: Halbfinalqualifikant, Viertelfinalqualifikant, Abstiegsrundenqualifikant

#### Gruppe B
| 26. Dezember 2005 19:00 Uhr | 27. Dezember 2005 4:00 Uhr | Lettland G. Meija (11:16) | 1:5 (1:2, 0:3, 0:0) Spielbericht | Tschechien K. Hromas (1:13) P. Kalus (8:16) P. Pohl (28:47) V. Meidl (29:37) P. Pohl (37:52) | Interior Savings Centre, Kamloops Zuschauer: 4.653 |

| 26. Dezember 2005 19:00 Uhr | 27. Dezember 2005 4:00 Uhr | Schweden N. Bergfors (7:37) | 1:5 (1:2, 0:1, 0:2) Spielbericht | Russland J. Malkin (8:45) N. Kuljomin (13:51) R. Woloschenko (38:03) S. Schirokow (47:49) N. Kuljomin (52:00) | Prospera Place, Kelowna Zuschauer: 5.982 |

| 27. Dezember 2005 19:00 Uhr | 28. Dezember 2005 4:00 Uhr | Slowakei B. Valábik (11:42) S. Lašček (18:30) M. Zagrapan (21:05) S. Lašček (28:28) J. Gráčik (30:36) S. Lašček (39:03) E. Piatak (47:41) | 7:4 (2:0, 4:3, 1:1) Spielbericht | Lettland G. Galviņš (29:27) J. Kļujevskis (37:25) E. Želubovskis (39:24) E. Želubovskis (50:05) | Prospera Place, Kelowna Zuschauer: 5.790 |

| 28. Dezember 2005 19:00 Uhr | 29. Dezember 2005 4:00 Uhr | Tschechien V. Sobotka (36:25) T. Káňa (52:48) | 2:3 (0:2, 1:1, 1:0) Spielbericht | Schweden S. Karlsson (2:08) J. Salmonsson (3:49) O. Hedman (20:52) | Interior Savings Centre, Kamloops Zuschauer: 5.323 |

| 28. Dezember 2005 19:00 Uhr | 29. Dezember 2005 4:00 Uhr | Russland G. Tschurilow (7:37) N. Lemtjugow (9:45) E. Lissin (10:32) I. Subow (16:41) J. Malkin (19:09) A. Jemelin (47:11) | 6:2 (5:1, 0:1, 1:0) Spielbericht | Slowakei A. Sekera (17:30) S. Lašček (30:29) | Prospera Place, Kelowna Zuschauer: 5.948 |

| 29. Dezember 2005 19:00 Uhr | 30. Dezember 2005 4:00 Uhr | Lettland J. Kļujevskis (32:58) | 1:3 (0:2, 1:1, 0:0) Spielbericht | Russland J. Malkin (3:54) N. Lemtjugow (4:00) N. Lemtjugow (36:26) | Interior Savings Centre, Kamloops Zuschauer: 4.831 |

| 30. Dezember 2005 19:00 Uhr | 31. Dezember 2005 4:00 Uhr | Tschechien D. Krejčí (0:26) T. Kudělka (10:01) D. Krejčí (10:22) D. Krejčí (30:36) P. Pohl (45:10) | 5:3 (3:1, 1:0, 1:2) Spielbericht | Slowakei M. Zagrapan (1:38) J. Gráčik (46:45) L. Ščurko (56:05) | Prospera Place, Kelowna Zuschauer: 5.979 |

| 30. Dezember 2005 19:00 Uhr | 31. Dezember 2005 4:00 Uhr | Schweden S. Karlsson (1:06) N. Bäckström (14:40) T. Viklund (15:57) F. Pettersson (18:17) N. Bergfors (20:40) N. Bäckström (25:15) J. Salmonsson (29:35) N. Bäckström (41:25) M. Ritola (51:59) F. Pettersson (57:42) | 10:2 (4:1, 3:0, 3:1) Spielbericht | Lettland M. Karsums (16:58) E. Kārkliņš (51:52) | Interior Savings Centre, Kamloops Zuschauer: 4.797 |

| 31. Dezember 2005 19:00 Uhr | 1. Januar 2006 4:00 Uhr | Slowakei | 0:6 (0:2, 0:1, 0:3) Spielbericht | Schweden R. Lindqvist (7:07) M. Ritola (13:01) J. Ryno (34:20) F. Pettersson (43:33) A. Axelsson (49:44) S. Karlsson (52:22) | Interior Savings Centre, Kamloops Zuschauer: 4.712 |

| 31. Dezember 2005 19:00 Uhr | 1. Januar 2006 4:00 Uhr | Russland S. Schirokow (16:20) R. Woloschenko (33:46) J. Malkin (41:07) I. Subow (44:15) R. Woloschenko (46:14) E. Lissin (51:09) A. Radulow (56:07) | 7:2 (1:0, 1:0, 5:2) Spielbericht | Tschechien P. Pohl (48:47) V. Sobotka (49:35) | Prospera Place, Kelowna Zuschauer: 6.027 |

| Pl. |            | Sp | S | U | N | Tore  | Punkte |
| 1.  | Russland   | 4  | 4 | 0 | 0 | 21:06 | 8      |
| 2.  | Schweden   | 4  | 3 | 0 | 1 | 20:09 | 6      |
| 3.  | Tschechien | 4  | 2 | 0 | 2 | 14:14 | 4      |
| 4.  | Slowakei   | 4  | 1 | 0 | 3 | 12:21 | 2      |
| 5.  | Lettland   | 4  | 0 | 0 | 4 | 08:25 | 0      |

Abkürzungen: Pl. = Platz, Sp = Spiele, S = Siege, U = Unentschieden, N = Niederlagen

Erläuterungen: Halbfinalqualifikant, Viertelfinalqualifikant, Abstiegsrundenqualifikant

### Abstiegsrunde
| 2. Januar 2006 13:00 Uhr (Ortszeit) | 2. Januar 2006 22:00 Uhr (MEZ) | Schweiz J. Šimek (5:34) M. Joggi (30:01) J. Walker (32:14) A. Chiesa (41:23) D. Bürgler (57:36) | 5:2 (1:0, 2:1, 2:1) Spielbericht | Lettland A. Āboliņš (33:31) M. Karsums (45:56) | Pacific Coliseum, Vancouver Zuschauer: 7.616 |

| 3. Januar 2006 13:00 Uhr | 3. Januar 2006 22:00 Uhr | Slowakei A. Sekera (15:44) I. Baček (38:25) S. Lašček (39:55) L. Ščurko (46:36) | 4:3 (1:1, 2:2, 1:0) Spielbericht | Norwegen M. Olimb (11:01) M. Trygg (26:20) K. Forsberg (34:39) | Pacific Coliseum, Vancouver Zuschauer: 5.038 |

| 4. Januar 2006 12:00 Uhr | 4. Januar 2006 21:00 Uhr | Lettland M. Karsums (19:50) E. Bullītis (34:45) G. Meija (38:56) S. Pečura (56:59) | 4:0 (1:0, 2:0, 1:0) Spielbericht | Norwegen | Pacific Coliseum, Vancouver Zuschauer: 4.540 |

| 4. Januar 2006 16:00 Uhr | 5. Januar 2006 1:00 Uhr | Schweiz J. Walker (13:17) S. Moser (14:59) J. Sprunger (31:56) | 3:3 (2:1, 1:0, 0:2) Spielbericht | Slowakei M. Bartánus (15:29) S. Lašček (52:37) M. Horský (56:12) | Pacific Coliseum, Vancouver Zuschauer: 6.667 |

| Pl. |          | Sp | S | U | N | Tore  | Punkte |
| 1.  | Schweiz  | 3  | 2 | 1 | 0 | 10:05 | 5      |
| 2.  | Slowakei | 3  | 2 | 1 | 0 | 14:10 | 5      |
| 3.  | Lettland | 3  | 1 | 0 | 2 | 10:12 | 2      |
| 4.  | Norwegen | 3  | 0 | 0 | 3 | 03:10 | 0      |

Anmerkung: Die Vorrundenspiele  Schweiz –  Norwegen (2:0) und  Slowakei –  Lettland (7:4) sind in die Tabelle eingerechnet.

Abkürzungen: Pl. = Platz, Sp = Spiele, S = Siege, U = Unentschieden, N = Niederlagen

Erläuterungen: Absteiger in die Division I

### Finalrunde
|  | Viertelfinale    | Viertelfinale | Viertelfinale |    |        | Halbfinale | Halbfinale | Halbfinale |    |          | Finale           | Finale           | Finale           |
|  |                  |               |               |    |        |            |            |            |    |          |                  |                  |                  |
|  |                  |               |               |    |        | B1         | Russland   | 5          |    |          |                  |                  |                  |
|  | A2               | USA           | 2             |    |        | A2         | USA        | 1          |    |          |                  |                  |                  |
|  | B3               | Tschechien    | 1             |    |        |            |            |            |    | B1       | Russland         | 0                |                  |
|  |                  |               |               |    | A1     | Kanada     | 5          |            |    |          |                  |                  |                  |
|  |                  |               |               | A1 | Kanada | 4          |            |            |    |          |                  |                  |                  |
|  | B2               | Schweden      | 0             |    |        | A3         | Finnland   | 0          |    |          | Spiel um Platz 3 | Spiel um Platz 3 | Spiel um Platz 3 |
|  | A3               | Finnland      | 1             |    |        |            |            |            | A3 | Finnland | 4                |                  |                  |
|  |                  |               |               | A2 | USA    | 2          |            |            |    |          |                  |                  |                  |
|  |                  |               |               |    |        |            |            |            |    |          |                  |                  |                  |
|  | Spiel um Platz 5 |               |               |    |        |            |            |            |    |          |                  |                  |                  |
|  | B2               | Schweden      | 3             |    |        |            |            |            |    |          |                  |                  |                  |
|  | B3               | Tschechien    | 1             |    |        |            |            |            |    |          |                  |                  |                  |

#### Viertelfinale
| 2. Januar 2006 16:00 Uhr (Ortszeit) | 3. Januar 2006 1:00 Uhr (MEZ) | Schweden | 0:1 n. V. (0:0, 0:0, 0:0, 0:1) Spielbericht | Finnland T. Laakso (69:26) | GM Place, Vancouver Zuschauer: 18.630 |

| 2. Januar 2006 20:00 Uhr | 3. Januar 2006 5:00 Uhr | USA P. Kessel (3:23) C. Bourque (11:08) | 2:1 (2:1, 0:0, 0:0) Spielbericht | Tschechien L. Šmíd (12:17) | GM Place, Vancouver Zuschauer: 14.890 |

#### Spiel um Platz 5
| 4. Januar 2006 20:00 Uhr | 5. Januar 2006 5:00 Uhr | Schweden J. Ryno (41:42) N. Bergfors (42:07) N. Bäckström (59:12) | 3:1 (0:0, 0:0, 3:1) Spielbericht | Tschechien T. Káňa (43:16) | GM Place, Vancouver Zuschauer: 10.684 |

#### Halbfinale
| 3. Januar 2006 16:00 Uhr | 4. Januar 2006 1:00 Uhr | Kanada K. Russell (18:16) B. Comeau (38:58) K. Letang (49:40) A. Cogliano (53:32) | 4:0 (1:0, 1:0, 2:0) Spielbericht | Finnland | GM Place, Vancouver Zuschauer: 18.630 |

| 3. Januar 2006 20:00 Uhr | 4. Januar 2006 5:00 Uhr | Russland N. Kuljomin (12:32) N. Kuljomin (41:42) A. Jemelin (43:13) S. Schirokow (53:01) N. Lemtjugow (55:15) | 5:1 (1:0, 0:0, 4:1) Spielbericht | USA J. Skille (42:34) | GM Place, Vancouver Zuschauer: 18.630 |

#### Spiel um Platz 3
| 5. Januar 2006 12:00 Uhr | 5. Januar 2006 21:00 Uhr | Finnland J. Sailio (33:32) J. Joensuu (34:51) L. Tukonen (53:20) J. Joensuu (55:24) | 4:2 (0:1, 2:0, 2:1) Spielbericht | USA B. Ryan (12:11) J. Johnson (51:03) | GM Place, Vancouver Zuschauer: 15.107 |

#### Finale
| 5. Januar 2006 16:00 Uhr | 6. Januar 2006 1:00 Uhr | Russland | 0:5 (0:2, 0:2, 0:1) Spielbericht | Kanada S. Downie (17:13) B. Comeau (18:56) M. Blunden (32:02) M. Blunden (34:44) K. Chipchura (57:15) | GM Place, Vancouver Zuschauer: 18.630 |

### Statistik

#### Beste Scorer
Abkürzungen: GP = Spiele, G = Tore, A = Assists, Pts = Punkte, +/− = Plus/Minus, PIM = Strafminuten; Fett: Turnierbestwert
| Spieler           | Team     | GP | G | A  | Pts | +/− | PIM |
| ----------------- | -------- | -- | - | -- | --- | --- | --- |
| Phil Kessel       | USA      | 7  | 1 | 10 | 11  | ±0  | 2   |
| Jewgeni Malkin    | Russland | 6  | 4 | 6  | 10  | +5  | 12  |
| Lauri Tukonen     | Finnland | 7  | 3 | 7  | 10  | +9  | 0   |
| Stanislav Lašček  | Slowakei | 6  | 6 | 3  | 9   | +3  | 8   |
| Chris Bourque     | USA      | 7  | 7 | 1  | 8   | −1  | 12  |
| Nicklas Bäckström | Schweden | 6  | 4 | 3  | 7   | +3  | 2   |
| Mathias Joggi     | Schweiz  | 6  | 4 | 3  | 7   | −2  | 14  |
| Bobby Ryan        | USA      | 7  | 3 | 4  | 7   | −1  | 0   |
| Blake Comeau      | Kanada   | 6  | 3 | 4  | 7   | +7  | 8   |
| Marek Zagrapan    | Slowakei | 6  | 2 | 5  | 7   | +3  | 18  |
| Alexei Jemelin    | Russland | 6  | 2 | 5  | 7   | +3  | 39  |

#### Beste Torhüter
Abkürzungen: GP = Spiele, TOI = Eiszeit (in Minuten), GA = Gegentore, SO = Shutouts, Sv% = gehaltene Schüsse (in %), GAA = Gegentorschnitt; Fett: Turnierbestwert
| Spieler        | Team     | GP | TOI    | GA | SO | Sv%   | GAA  |
| -------------- | -------- | -- | ------ | -- | -- | ----- | ---- |
| Justin Pogge   | Kanada   | 6  | 360:00 | 6  | 3  | 95,20 | 1,00 |
| Daniel Larsson | Schweden | 4  | 249:26 | 4  | 1  | 95,18 | 0,96 |
| Tuukka Rask    | Finnland | 6  | 369:26 | 13 | 1  | 93,98 | 2,11 |
| Anton Chudobin | Russland | 5  | 300:00 | 11 | 0  | 93,29 | 2,20 |
| Cory Schneider | USA      | 6  | 359:06 | 16 | 0  | 91,21 | 2,67 |

### Abschlussplatzierungen
| Pl. | Team       |
| --- | ---------- |
| 1   | Kanada     |
| 2   | Russland   |
| 3   | Finnland   |
| 4   | USA        |
| 5   | Schweden   |
| 6   | Tschechien |
| 7   | Schweiz    |
| 8   | Slowakei   |
| 9   | Lettland   |
| 10  | Norwegen   |

### Titel, Auf- und Abstieg
| Weltmeister Kanada | Cam Barker, Dan Bertram, Mike Blunden, Dave Bolland, Luc Bourdon, Dustin Boyd, Kyle Chipchura, Andrew Cogliano, Blake Comeau, Steve Downie, Devan Dubnyk, Guillaume Latendresse, Kristopher Letang, Ryan O’Marra, Ryan Parent, Justin Pogge, Sasha Pokulok, Benoît Pouliot, Tom Pyatt, Kris Russell, Marc Staal, Jonathan Toews Trainer: Brent Sutter |

| Silber Russland | Alexander Aksjonenko, Jewgeni Birjukow, Denis Bodrow, Wjatscheslaw Burawtschikow, Anton Chudobin, Alexei Jemelin, Michail Junkow, Jewgeni Ketow, Nikolai Kuljomin, Nikolai Lemtjugow, Enwer Lissin, Kirill Ljamin, Jewgeni Malkin, Nikita Nikitin, Sergei Ogorodnikow, Alexander Radulow, Sergei Schirokow, Andrei Subarew, Ilja Subow, Gennadi Tschurilow, Semjon Warlamow, Roman Woloschenko Trainer: Sergei Michaljow |

| Bronze Finnland | Mikko Alikoski, Henri Heino, Jesse Joensuu, Juho Jokinen, Matti Koistinen, Janne Kolehmainen, Leo Komarov, Risto Korhonen, Lauri Korpikoski, Teemu Laakso, Mikko Lehtonen, Perttu Lindgren, Tommi Leinonen, Erkka Leppänen, Karri Rämö, Tuukka Rask, Jari Sailio, Aki Seitsonen, Timo Seppänen, Tomas Sinisalo, Lauri Tukonen, Petteri Wirtanen Trainer: Hannu Aravirta |

| Absteiger in die Division I:    | Lettland, Norwegen   |
| Aufsteiger in die Top-Division: | Deutschland, Belarus |

### Auszeichnungen
Spielertrophäen
| Auszeichnung         | Spieler        | Team     |
| -------------------- | -------------- | -------- |
| Wertvollster Spieler | Jewgeni Malkin | Russland |
| Bester Torhüter      | Tuukka Rask    | Finnland |
| Bester Verteidiger   | Marc Staal     | Kanada   |
| Bester Stürmer       | Jewgeni Malkin | Russland |

All-Star-Team
| Angriff:      | Lauri Tukonen – Jewgeni Malkin – Steve Downie |
| Verteidigung: | Luc Bourdon – Jack Johnson                    |
| Tor:          | Tuukka Rask                                   |

## Division I

### Gruppe A, in Bled, Slowenien
| Teams          | GER | DAN | SLO | FRA | UKR | JPN | Tore  | Pkt. |
| -------------- | --- | --- | --- | --- | --- | --- | ----- | ---- |
| 1. Deutschland |     | 6:1 | 2:0 | 1:0 | 3:0 | 8:1 | 20:2  | 10:0 |
| 2. Dänemark    | 1:6 |     | 3:2 | 3:3 | 6:1 | 7:5 | 20:17 | 7:3  |
| 3. Slowenien   | 0:2 | 2:3 |     | 2:1 | 8:2 | 5:0 | 17:8  | 6:4  |
| 4. Frankreich  | 0:1 | 3:3 | 1:2 |     | 1:1 | 3:0 | 8:7   | 4:6  |
| 5. Ukraine     | 0:3 | 1:6 | 2:8 | 1:1 |     | 6:4 | 10:22 | 3:7  |
| 6. Japan       | 1:8 | 5:7 | 0:5 | 0:3 | 4:6 |     | 10:29 | 0:10 |

#### Division-I-Siegermannschaft: Deutschland
| Division-I-Aufsteiger Deutschland | David Cespiva, Simon Danner, Robert Dietrich, Christoph Gawlik, Nikolai Goc, Philip Gogulla, Thomas Greiss, Florian Kettemer, René Kramer, Justin Krueger, Stefan Langwieder, Moritz Müller, Florian Ondruschka, Thomas Pielmeier, Daniel Pietta, André Schietzold, Philipp Schlager, Felix Schütz, Martin Schymainski, Marvin Tepper, Norman Martens, Youri Ziffzer Trainer: Ernst Höfner |

### Gruppe B, in Minsk, Belarus
| Teams         | BLR | KAZ | ITA | POL | AUT | HUN | Tore  | Pkt. |
| ------------- | --- | --- | --- | --- | --- | --- | ----- | ---- |
| 1. Belarus    |     | 5:2 | 7:1 | 3:3 | 6:0 | 3:0 | 24:6  | 9:1  |
| 2. Kasachstan | 2:5 |     | 6:1 | 3:0 | 3:1 | 7:1 | 21:8  | 8:2  |
| 3. Italien    | 1:7 | 0:3 |     | 4:1 | 2:2 | 7:2 | 14:15 | 5:5  |
| 4. Polen      | 3:3 | 1:6 | 1:4 |     | 3:0 | 1:1 | 9:14  | 4:6  |
| 5. Österreich | 0:6 | 1:3 | 2:2 | 0:3 |     | 2:2 | 5:16  | 2:8  |
| 6. Ungarn     | 0:3 | 1:7 | 2:7 | 1:1 | 2:2 |     | 6:20  | 2:8  |

### Auf- und Abstieg
| Absteiger in die Division II:   | Japan, Ungarn           |
| Aufsteiger aus der Division I:  | Deutschland, Belarus    |
| Absteiger in die Division I:    | Norwegen, Lettland      |
| Aufsteiger aus der Division II: | Estland, Großbritannien |

## Division II

### Gruppe A, in Bukarest, Rumänien
| Teams             | GBR  | NED  | ROM  | ESP  | AUS  | NZL  | Tore  | Pkt. |
| ----------------- | ---- | ---- | ---- | ---- | ---- | ---- | ----- | ---- |
| 1. Großbritannien |      | 4:0  | 7:1  | 9:1  | 15:1 | 18:0 | 53:3  | 10:0 |
| 2. Niederlande    | 0:4  |      | 2:2  | 10:0 | 7:2  | 19:0 | 38:8  | 7:3  |
| 3. Rumänien       | 1:7  | 2:2  |      | 6:0  | 8:2  | 14:0 | 31:11 | 7:3  |
| 4. Spanien        | 1:9  | 0:10 | 0:6  |      | 7:6  | 7:2  | 15:33 | 4:6  |
| 5. Australien     | 1:15 | 2:7  | 2:8  | 6:7  |      | 6:0  | 17:37 | 2:8  |
| 6. Neuseeland     | 0:18 | 0:19 | 0:14 | 2:7  | 0:6  |      | 2:64  | 0:10 |

### Gruppe B, in Belgrad, Serbien und Montenegro
| Teams                     | EST  | CRO | KOR | SCG | MEX  | CHN  | Tore  | Pkt. |
| ------------------------- | ---- | --- | --- | --- | ---- | ---- | ----- | ---- |
| 1. Estland                |      | 6:2 | 4:3 | 7:1 | 18:1 | 11:1 | 46:8  | 10:0 |
| 2. Kroatien               | 2:6  |     | 3:5 | 4:2 | 5:0  | 8:2  | 22:15 | 6:4  |
| 3. Südkorea               | 3:4  | 5:3 |     | 1:1 | 7:2  | 4:5  | 20:15 | 5:5  |
| 4. Serbien und Montenegro | 1:7  | 2:4 | 1:1 |     | 7:3  | 3:1  | 14:16 | 5:5  |
| 5. Mexiko                 | 1:18 | 0:5 | 2:7 | 3:7 |      | 5:3  | 11:40 | 2:8  |
| 6. Volksrepublik China    | 1:11 | 2:8 | 5:4 | 1:3 | 3:5  |      | 12:31 | 2:8  |

### Auf- und Abstieg
| Absteiger in die Division III:   | Neuseeland, Volksrepublik China |
| Aufsteiger aus der Division II:  | Estland, Großbritannien         |
| Absteiger in die Division II:    | Japan, Ungarn                   |
| Aufsteiger aus der Division III: | Island, Litauen                 |

## Division III
in Elektrėnai, Litauen
| Teams        | LTU  | ISL  | TUR  | BUL  | ARM  | Tore  | Pkt. |
| ------------ | ---- | ---- | ---- | ---- | ---- | ----- | ---- |
| 1. Litauen   |      | 5:2  | 16:0 | 13:0 | 47:1 | 81:3  | 8:0  |
| 2. Island    | 2:5  |      | 16:1 | 11:0 | 50:0 | 79:6  | 6:2  |
| 3. Türkei    | 0:16 | 1:16 |      | 6:5  | 28:3 | 35:40 | 4:4  |
| 4. Bulgarien | 0:13 | 0:11 | 5:6  |      | 21:2 | 26:32 | 2:6  |
| 5. Armenien  | 1:47 | 0:50 | 3:28 | 2:21 |      | 6:146 | 0:8  |

### Auf- und Abstieg
| Aufsteiger aus der Division III: | Litauen, Island   |
| Absteiger in die Division III:   | Neuseeland, China |